# Corey Mylchreest
Corey Mylchreest (Londres, 8 de maio de 1998) é um ator inglês. É conhecido, principalmente, pelo seu papel de protagonista como um Rei George III ficcionado na minissérie dramática de época da Netflix, Queen Charlotte: A Bridgerton Story (2023).

## Carreira
Depois de se formar na Real Academia de Arte Dramática (RADA), Mylchreest foi escalado para produções ao ar livre das peças de Shakespeare Romeu e Julieta e Sonho de uma Noite de Verão, dirigidas por Abbey Wood. Em 2022, estreou na televisão no primeiro episódio da adaptação da Netflix da série The Sandman, de Neil Gaiman.
Também em 2022, foi anunciado que Mylchreest estrelaria como uma versão jovem e fictícia do Rei George III na minissérie prequela do drama de época Queen Charlotte: A Bridgerton Story, que foi lançada na Netflix em maio de 2023. Karama Horne, do TheWrap, apreciou a química entre Mylchreest e India Amarteifio (que desempenhou o papel principal da Rainha Charlotte) e acrescentou que ele “faz um belo trabalho a vaguear pelo deserto da mente do Rei George sem ser cómico.”
Em junho de 2023, Mylchreest assinou com a WME para ser representado pela agência. Fez a sua estreia nos grandes teatros de Londres como Edmund na produção de Rei Lear de Kenneth Branagh no Teatro Wyndham's. Participará na segunda parte do programa de viagens dos gémeos James Phelps e Oliver Phelps, Fantastic Friends.

## Biografia
Mylchreest nasceu a 8 de maio de 1998 e cresceu em Leytonstone, na zona leste de Londres. Frequentou a Forest School, em Walthamstow, e juntou-se ao National Youth Theatre. Graduou-se em 2020 na Real Academia de Arte Dramática (RADA) com um Bacharelato de Artes em atuação.

## Filmografia

### Televisão
| Ano  | Título                              | Personagem           | Notas                         |
| ---- | ----------------------------------- | -------------------- | ----------------------------- |
| 2022 | The Sandman                         | Adonis               | Episódio: "Sleep of the Just" |
| 2023 | Queen Charlotte: A Bridgerton Story | Rei George III jovem | Minissérie                    |

### Cinema
| Ano  | Título | Personagem | Notas          |
| ---- | ------ | ---------- | -------------- |
| 2021 | Mars   | Leon       | Curta-metragem |

## Teatro
| Ano  | Peça                        | Personagem | Notas                                       |
| ---- | --------------------------- | ---------- | ------------------------------------------- |
| 2020 | Romeu e Julieta             | Teobaldo   | Teatro ao Ar Livre de New Forest, Hampshire |
| 2020 | Sonho de uma Noite de Verão | Demétrio   | Teatro ao Ar Livre de New Forest, Hampshire |
| 2023 | Rei Lear                    | Edmundo    | Teatro Wyndham, Londres                     |